# Cuitlauzina egertonii
Cuitlauzina egertonii là một loài thực vật có hoa trong họ Lan. Loài này được (Lindl.) Dressler & N.H.Williams mô tả khoa học đầu tiên năm 2003.